# یوگنی سیدیخین
یوگنی سیدیخین (روسی: Евге́ний Влади́мирович Сиди́хин؛ زادهٔ ۲ اکتبر ۱۹۶۴) یک هنرپیشه اهل اتحاد جماهیر شوروی سوسیالیستی است.
از فیلم‌ها یا برنامه‌های تلویزیونی که وی در آن نقش داشته است می‌توان به زنی در برلین و حمله به لنینگراد اشاره کرد.